# Flender Werke Frachtmotorschiff 10.000 tdw
Das Flender Werke Frachtmotorschiff 10.000 tdw war ein universell einsetzbarer Stückgutschiffstyp der Lübecker Flender-Werke. Gebaut wurde er in den Jahren 1951 bis 1958 in elf Einheiten.

## Geschichte
In den 1950er Jahren schufen die Flender-Werke einen Schiffsentwurf, der gleichermaßen in der Tramp- und Linienfahrt und zum Transport von Schüttgütern und Stückgütern geeignet war. Gebaut wurde die Serie in neun Einheiten für verschiedene deutsche Reedereien. 1951 lieferte die Werft das Typschiff Elsbeth Wiards an die Hamburger Reederei Adolf Wiards & Co. ab. Bis 1958 folgten acht Neubauten des Typs mit 10.000 Tonnen Tragfähigkeit, deren Daten bei späteren Bauversionen zum Teil leicht abwichen.

## Technik
Die rund 147 Meter langen und 18,20 Meter auf Spanten breiten Schiffe besaßen fünf Laderäume mit einem Schüttgutvolumen von 16.868 m3. Die verbauten MAN K5Z 70/120 Hauptmotoren mit 3000 PS erlaubten eine Geschwindigkeit von etwa 12 Knoten, spätere Bauten erhielten überwiegend leistungsstärkere Motoren der Typen MAN K5Z 70/120A mit 3300 PS, bzw. MAN K6Z 70/120 mit 3600 oder 4000 PS, die höhere Geschwindigkeiten erlaubten. Der Grundentwurf der Schiffe mit mittschiffs liegenden Aufbauten und dem konventionellen Ladegeschirr unterschied sich nicht grundlegend von zeitgenössischen Linienfrachtern wie beispielsweise dem Typ Emden.

## Die Schiffe (Auswahl)
| Die Frachtmotorschiffe des Flender Werke Frachtmotorschiff 10.000 tdw | Die Frachtmotorschiffe des Flender Werke Frachtmotorschiff 10.000 tdw | Die Frachtmotorschiffe des Flender Werke Frachtmotorschiff 10.000 tdw | Die Frachtmotorschiffe des Flender Werke Frachtmotorschiff 10.000 tdw | Die Frachtmotorschiffe des Flender Werke Frachtmotorschiff 10.000 tdw | Die Frachtmotorschiffe des Flender Werke Frachtmotorschiff 10.000 tdw |
| Bauname                                                               | Stapellauf/ Ablieferung                                               | Bau- nummer                                                           | IMO- Nummer                                                           | Auftraggeber                                                          | Umbenennungen und Verbleib |
| --------------------------------------------------------------------- | --------------------------------------------------------------------- | --------------------------------------------------------------------- | --------------------------------------------------------------------- | --------------------------------------------------------------------- | --- |
| Elsbeth Wiards                                                        | Mai 1951                                                              | 416                                                                   | 5102607                                                               | Kauffahrtei Seereederei Adolf Wiards & Co., Hamburg                   | 1973 Chryssi, 1978 Union Asia, 1978 Abbruch in Kaohsiung |
| Klaus Schoke                                                          | Juni 1951                                                             | 417                                                                   | 5190082                                                               | Hanseatische Reederei Emil Offen & Co., Hamburg                       | 1971 Captain Ottavio, 1974 Virpazar, 1985 Abbruch in Villanueva y Geltru |
| Poseidon                                                              | 19. März 1952                                                         | 430                                                                   | 5283114                                                               | Schiffahrt, Hamburg                                                   | 1978 Solidarity, 1981 Vivi K., im November 1981 auf der Reise von Bilbao nach Bandar Khomeini mit Stahl und PVC wurde die Ladung im Rahmen eines Versicherungsbetrugs in Ägypten gelöscht und das Schiff am 2. November 1981 auf Position φ 27,38°N; λ 034,42°E versenkt. |
| Bernhard Howaldt                                                      | 2. August 1951 4. Dezember 1951                                       | 420                                                                   | 5042704                                                               | Bernhard Howaldt, Flensburg                                           | 1972 Meranti, 1979 Garupa, Januar 1980 Ankunft bei Lung Ching Steel Enterprise in Kaohsiung zum Abbruch |
| Vossbrook                                                             | 3. November 1952 20. Dezember 1952                                    | 431                                                                   | 5046891                                                               | Reeder-Union, Kiel                                                    | 1954 Blumenau, 1964 Ditmar Koel, 1971 Atlas Premier, ab 16. Februar 1982 in Pusan bei Tae Won Enterprise Company verschrottet. |
| Reg IV                                                                | 27. August 1953 21. Oktober 1953                                      | 435                                                                   | 5039599                                                               | E. Lübbert & Co., Hamburg                                             | 1952 während des Baus von Rudolf A. Oetker angekauft und als Belgrano vom Stapel, 1965 Santa Barbara, 1966 Harambee, 1979 Arambee, 3. Februar 1980 Ankunft bei Yih Shen Steel Enterprise in Kaohsiung zum Abbruch                                                         |
| Gustav Pistor                                                         | 9. Juli 1953 16. September 1953                                       | 446                                                                   | 5513857                                                               | „Orion“ Schiffahrtsgesellschaft Reith & Co., Hamburg                  | 1964 La Salle, am 28. Mai 1965 auf Reise Port Lincoln nach Hamburg an der Westküste Guernseys auf Grund gelaufen, später in Situ abgebrochen |
| Simon von Utrecht                                                     | 3. September 1954                                                     | 444                                                                   | 5328744                                                               | Hanseatische Reederei Emil Offen & Co., Hamburg                       | 1971 Calypso N, Gr; 1980 Pearl City, Pan; Verspätung auf dem Schatt el Arab; Überfällig seit 09. 1980. |
| Karpfanger                                                            | 23. Mai 1958                                                          | 488                                                                   | 5182712                                                               | Hanseatische Reederei Emil Offen & Co., Hamburg                       | 1970 Providentia, Pan; 1974 Efor, Pan; 1979 Emar, Pan; 1981 Bonita 1, Pan; 1984 Maysun II, Gr; Abbruch 03.1984 in China |
| Kersten Miles                                                         | 12. Dezember 1958                                                     | 496                                                                   | 5185855                                                               | Hanseatische Reederei Emil Offen & Co., Hamburg                       | 1971 Palmyra, 1980 Mighty Breeze, 1984 Capitol, Abbruch 17. April 1984 in Chittagong |
| Equasis, grosstonnage                                                 |                                                                       |                                                                       |                                                                       |                                                                       | |